# Abschied in Casablanca
Abschied in Casablanca ist ein Roman des Schweizer Schriftstellers Peter Zeindler, der 2000 im Arche Verlag veröffentlicht wurde.

## Handlung
In seinem Thriller-Roman greift der Autor seine bewährte Figur Konrad Sembritzki erneut auf.
Sembritzki, der ursprünglich aus Luckow in Schlesien stammt, lebt zur Tarnung als Antiquar in Bern, ist aber eigentlich BND-Agent. Inzwischen nahezu im Pensionsalter muss er noch einmal in den Außeneinsatz nach Marokko, um dort einer diffizilen Giftgas-Affäre auf die Spur zu kommen. Dort soll im Auftrag des Irak das Giftgas Yperit in fester Form heimlich hergestellt werden.
Der 60-Jährige kämpft, begleitet von einem dubiosen amerikanischen Journalisten,  gegen seine beginnende nostalgische Melancholie an und begegnet in Casablanca einem kaum zu durchschauenden Durcheinander von Geheimdienstmitarbeitern, Journalisten und Managern, die sich allesamt gegeneinander ausspielen wollen, und bei dem völlig unklar scheint, wer der ursprünglich Verantwortliche ist.
Zudem sorgt die überaus attraktive Kunsthistorikerin Lea Mahler, die selbst den 20 Jahre älteren und in amorösen Dingen leidgeprüften Konrad in ihren Bann zieht, für weitere Verwicklungen. Zum Finale hin bemerkt der Agent gerade noch rechtzeitig, dass er als Bauernopfer herhalten soll. Am Ende des Buches stehen Lea und Konrad Sembritzki wie einst Ingrid Bergman und Humphrey Bogart in Casablanca am Flughafen, um hier den alten Klischees die Stirn zu bieten – ohne reelle Chance auf ein gemeinsames Leben.

## Hintergrund
Nachdem die vorangegangenen Romane um Sembritzki gewissermaßen die Ära des Kalten Krieges – Die Ringe des Saturns (1984), Der Zirkel (1985), Widerspiel (1987) und Der Schattenagent (1989) – begleitet hatten, ließ Zeindler seinen Helden in Feuerprobe (1991) selbst nach der Deutschen Wiedervereinigung erneut gegen die ehemaligen Stasimitarbeiter antreten. Nachdem Der Schläfer (1993) das Ende des Spionage-Themas in seinem Werk angedeutet hatte, läutete Abschied in Casablanca deren Renaissance ein.

## Ausgaben
- Peter Zeindler: Abschied in Casablanca. Sembritzki auf Mission in Marokko, Arche Verlag, Hamburg u. a. 2000, 350 S., ISBN 3-7160-2274-8
- Peter Zeindler: Abschied in Casablanca. Sembritzki auf Mission in Marokko, Droemer Knaur TB, München 2003, ISBN 978-3-426-62123-3

## Rezension
- „Wie bei den früheren Agentenromanen gediegene Unterhaltung, durchdacht und nie vordergründig-spektakulär.“ (ekz)